# Хульєта Серрано
Хульєта Серрано (ісп. Julieta Serrano; нар. 2 січня 1933, Барселона, Друга Іспанська республіка) — іспанська акторка.

## Кар‘єра
Її професвйна кар'єра почалася в 1960-х роках, коли вона працювала з режисерами Педро Альмодоваром і Вентурою Понсом. У вересні 2018 року вона отримала Національну театральну премію.

## Вибіркова фільмографія
- Пепі, Люсі, Бом та інші дівчата (1980) — Жінка, яка грає Даму з камеліями
- Темні звички (1983) — Мати Настоятелька
- Матадор (1986) — Берта
- Жінки на межі нервового зриву (1988) — Лусія
- Зв'яжи мене! (1990) — Альма Еспехо, дружина режисера
- Біль і слава (2019) — Хасінта у старшому віці
- Паралельні матері (2021) — Бріхіда